# TikTok Awards 2022
A 2.ª edição do TikTok Awards foi realizada em 12 de dezembro de 2022 no Vibra São Paulo, em São Paulo, no Brasil. A premiação foi transmitida ao vivo no perfil do TikTok Brasil e foi apresentada por Sabrina Sato, Pedro Sampaio e Raphael Vicente. A cerimônia premiou criadores de conteúdo da plataforma. Os indicados foram revelados em 21 de novembro de 2022.
As atrações musicais foram um show à parte e levaram a plateia da casa e a internet à loucura. Gilberto Gil, Ana Castela, Gustavo Mioto, João Gomes, Dilsinho, Giulia Be, Jovem Dionísio, Tchakabum + LK da Escocia, Bianca, MC Menor HR, MC Menor SG e Escobar e, WZ Beat foram os artistas que se apresentaram no evento.

## Vencedores e indicados
Com 13 categorias, o evento deu destaque a vídeos e conteúdos que marcaram a memória de toda a comunidade do TikTok em 2022. 
Ana Castela e Anitta foram as artistas com mais indicações. Nomes conhecidos do grande público como Lele Burnier e Gkay levaram o troféu da casa, que também premiou grandes criadores nativos da plataforma e que destacaram em suas respectivas categorias. 
Os vencedores estão listados em primeiro e destacados em negrito.
|  | Indica o ganhador dentro de cada categoria. |

| Entregou Tudo na For You | Video do Ano                                                                               |
| --- | ------------------------------------------------------------------------------------------ |
| Ramon Vitor - Maria Clara Garcia - Junior Caldeirão - Maria Lúcia - MoriMura | Juliano - Edy Silva - Larissa Gloor - Vanessa Lopes - João Ferdnan                         |
| Um Hit é um Hit | #AprendaNoTikTok                                                                           |
| "Dançarina" – Pedro Sampaio e MC Pedrinho - "Pipoco" – Ana Castela, Melody e DJ Chris no Beat - "Envolver" – Anitta - "Desenrola Bate Joga de Ladin" – L7nnon, DJ Bel e Os Hawaianos - "Bandido" – Zé Felipe e MC Mari | Doutor Fran - Biomesquita - Cauwave - Fayda Belo - Teacher Elza                            |
| Entretê de Milhões | Isso aqui é a Elite!                                                                       |
| Açucena Guirra - Marcela Montellato - Nina Baiocchi - Reeh Augusto - Rafael César | Gabriela Gagliassi - Braune - Kaike - Mike On - Ygor                                       |
| Zerou o Game | Não Nasci, Estreei                                                                         |
| Senhor Leoncio - Artioli - Ithuriana - Ruyzo - Thamás Morelli | Ana Castela - Ariah - Cauê Gantus - Jovem Dionisio - Natu rap                              |
| Artista TikTok | Credo, Que Delícia!                                                                        |
| Anitta - Ananda - Gloria Groove - Gustavo Mioto - Ludmilla | Pablo Figueiredo - Bianca Amor de Casinha - Cheff Otto - Delicias da Eleni - Rangotapronto |
| Arrume-se Comigo | Surra de Beleza                                                                            |
| Lelê Burnier - Amanda - Gustavo Foganoli - Malu Borges - Mirella Qualha | Lore Souza - Adam - Andy Rodrigues - Renata Santti - Vaneza                                |
| Quem sabe faz na Live | Musa das Trends                                                                            |
| Sweet Mila - Ana Laura - David Coelho - Leoh Asmr - Nathalia Piemont | Gkay                                                                                       |